# Верхньокудашево
Верхньокуда́шево (рос. Верхнекудашево, башк. Үрге Ҡоҙаш) — село у складі Татишлинського району Башкортостану, Росія. Адміністративний центр Кудашевської сільської ради.
Раніше існувало два населених пункти Верхньокудашево та Нижньокудашево.
Населення — 789 осіб (2010; 913 у 2002).
Національний склад:
- башкири — 100 %